# Jonas Stigh
Jonas Stigh, död 2 augusti 1616 i Styrstads församling, var en svensk präst.

## Biografi
Jonas Stigh var son till Oloff Stigh på Ljunga i Tåby församling. Han blev 1582 kyrkoherde i Styrstads församling och 1609 prost. Han avled 1616 i Styrstads församling.

### Familj
Stigh gifte sig med en kvinna (död 1617). De fick tillsammans barnen kyrkoherden Olavus Stigh i Skällviks församling, kyrkoherden Joannes Stigh i Styrstads församling och Anna Stigh som var gift med borgmästaren Anders Mattsson i Norrköping.